# Tim Schleicher
Tim Schleicher (ur. 30 grudnia 1988) – niemiecki zapaśnik walczący w stylu wolnym. Olimpijczyk z Londynu 2012, gdzie zajął dziesiąte miejsce w kategorii 60 kg.
Trzykrotny uczestnik mistrzostw świata, dziewiętnasty w 2010. Brązowy medalista mistrzostw Europy w 2013. Wicemistrz Europy juniorów w 2007 i 2008, a także trzeci na mistrzostwach świata juniorów w 2007 roku.
- Turniej w Londynie 2012

Przegrał z Japończykiem Ken’ichi Yumoto i Azerem Toğrulem Əsgərovem.